# Agàthonas Iakovidis
Agàthonas Iakovidis (grec: Αγάθωνας Ιακωβίδης)  (Evangelismos, 2 de gener de 1955 - Tessalònica, 5 d'agost de 2020) fou un cantant de folk grec. Va representar Grècia en el Festival de la Cançó d'Eurovisió 2013 que es va celebrar a Malmö, Suècia, al costat del grup Koza Mostra amb la cançó Alcohol is Free («L'alcohol és gratuït»); van arribar al sisè lloc a la final.

## Carrera
Agàthonas Iakovidis va néixer a Tessalònica el 1955. Els seus pares eren refugiats d'Anatòlia. Va ser un estudiant autodidacte. Ha participat professionalment en la música des de 1973. Després d'uns anys, va llançar el seu primer disc el 1977. Des d'aleshores ha llançat diversos discs més.

## Discografia

### Àlbums d'estudi
- 1992: Rembetiko SIgkrotima Thessalonikis
- 1996: Tou Teke Ke Tis Tavernas
- 1998: Tin Ida Apopse Laika
- 1999: Rembetika Doueta
- 2001: Ta Rembetika Tis Ergatias
- 2005: Tik Tik Tak
- 2008: Ftohopedo Me Gnorises y Alla Tragouida Tis Ergatias
- 2010: Rembetika Portreta CD2
- 2011: Ta Rembetika Tou Agathona Iakovidi

### Senzills
- 2013: «Alcohol Is Free»